# Vohu Manah
Vohu Manah (avestique 𐬬𐬊𐬵𐬎 𐬨𐬀𐬥𐬀𐬵 de Vohu "bon" et Manah "esprit") ou Bahman, désigne un concept zoroastrien de « bonne pensée » ou « bon but », « bon esprit », se référant à la qualité d'esprit qui permet à un individu d'accomplir ses tâches avec intégrité, moralité, droiture et franchise. Il est représenté par un génie (s'approchant éventuellement de la figure de l'archange) faisant partie des Amesha Spenta, les génies bénéfiques du zoroastrisme considérés comme des émanations d'Ahura Mazda. Vohu Manah a le don d'apaiser la colère et il dirige le gouvernement des bœufs, des moutons et des autres animaux paisibles.
Dans le calendrier zoroastrien, le deuxième jour de chaque mois ainsi que le onzième mois de chaque année sont consacrés à Vohu Manah. Dans le calendrier civil iranien, qui hérite des noms des mois du calendrier zoroastrien, le 11e mois est également nommé Bahman.

## Autre interprétation de Vohu Manah
Vohu : (beh (به) en pahlavi - moyen perse) signifie « le meilleur » (best ou better en anglais et behtar بهتر (ou behtarin بهترین ) en pahlavi.

Manah : désignant cette fois l'être humain (que l'on voit dans les mots Normand (Nord man), German ou simplement man ou woman en anglais.
Autrement dit, Vohu Manah peut signifier littéralement « le meilleur humain » (ou le Surhomme dont parle Nietzsche dans Ainsi parlait Zarathoustra).
On entend (peut être) par ce mot composé que l'humain en tant que l'être (sans pareil) est la créature la plus capable de destruction et de désolation, autant que de construction salutaire. Par consonance, l'humain peut choisir (par son libre arbitre) de propager le mal (d'Angra Manyu ou Ahriman) ou, par le choix d'accéder à Vahu Manah, de répandre le bien autour de lui-même et/ou dans l'ensemble de l'environnement vivant.
Pour exprimer Vohu Manah, on doit respecter les trois règles (attributs) de Faravahar qui sont : les bonnes pensées, les bonnes paroles et les bonnes actions.

## Source
« Vohu Manah », dans Pierre Larousse, Grand dictionnaire universel du XIXe siècle, Paris, Administration du grand dictionnaire universel, 15 vol., 1863-1890 [détail des éditions].